# Stanisław Cywiński (dziennikarz)
Stanisław Cywiński (ur. 17 sierpnia?/29 sierpnia 1887 w Mohylewie, zm. 30 marca 1941 w Kirowie) – polski historyk literatury, doktor filozofii, docent Uniwersytetu Stefana Batorego, dziennikarz pism wydawanych w Wilnie w okresie międzywojennym: endeckiego Dziennika Wileńskiego (też jako redaktor naczelny) i konserwatywnego Słowa.

## Życiorys
Syn Mariana i Julii z Gintowtów. W młodości był nauczycielem języka polskiego, znany był wówczas jako badacz literatury i zaangażowany mówca. W czasie niemieckiej okupacji Wilna podczas I wojny światowej pracował nadal jako nauczyciel kilkanaście godzin dziennie. Po nastaniu okresu pokoju związał się z Uniwersytetem Stefana Batorego, dochodząc do stanowiska i tytułu profesora filozofii.
Publikowane przez niego artykuły miały nie tylko zdecydować o tym, jak zostanie zapamiętany, ale również miały realny wpływ na dalsze jego losy.
Dość głośny konflikt z Julianem Tuwimem odbił się w Wierszu, w którym autor grzecznie, ale stanowczo uprasza liczne zastępy bliźnich, aby go w dupę pocałowali personalnie wymierzonymi wersami: Item profesor Cy... wileński [Pan wie już za co, profesorze!], gdzie nazwisko Cywińskiego (raczej i tak oczywiste dla współczesnych) pada niemal wprost. Konflikt ów dotyczył tego, że Cywiński po tym, jak Tuwim otrzymał w 1928 nagrodę literacką miasta Łodzi, w tekście Też... laureat imputował Julianowi Tuwimowi, być może na tle polityczno-ksenofobicznym, nienawiść do Adama Mickiewicza i Pana Tadeusza. Tuwim czekał długo i dopiero w 1936 na łamach Wiadomości Literackich (nr 13) zamieścił polemiczny tekst Słówko o p. Stanisławie Cywińskim, gdzie rozprawia się ze swoim antagonistą, który wcześniej według poety, krytykując Wielką Improwizację, doszedł do wniosku, iż Mickiewicz bluźnił wobec Boga i narodu, a pisząc Wiersz..., Tuwim swoje stanowisko niejako powtórzył.
Na początku 1938 roku opublikował w Dzienniku Wileńskim recenzję książki Melchiora Wańkowicza o Centralnym Okręgu Przemysłowym – C.O.P. – ognisko siły, w której napisał, że Wańkowicz „zadaje kłam słowom pewnego kabotyna, który mawiał o Polsce, że jest jak obwarzanek: to tylko warte, co po brzegach, a w środku pustka”, odsyłając do miejsca w książce, w którym Wańkowicz odnosił się do stwierdzenia wypowiedzianego przez Józefa Piłsudskiego. W dwa tygodnie po publikacji anonimowy autor (Wańkowicz identyfikuje go z Bolesławem Srockim) w organie Związku Naprawy Rzeczypospolitej „Naród i Państwo” napisał, że słowa o obwarzanku należą do marszałka Piłsudskiego i potępił Cywińskiego.
Publikację dostarczono inspektorowi armii w Wilnie, gen. Stefanowi Dąb-Biernackiemu, który polecił podległym oficerom garnizonu ująć się za honorem marszałka, a od naczelnika urzędu wojewódzkiego nadzorującego cenzurę, Mariana Jasińskiego, zażądał osadzenia Cywińskiego w Berezie Kartuskiej i zamknięcia gazety. Dąb-Biernacki nakazał pobić Cywińskiego, redaktora gazety Aleksandra Zwierzyńskiego oraz jego zastępcę Zygmunta Fedorowicza. Grupy oficerów w mundurach z odznaczeniami oraz bronią krótką i szablami oczekiwały na nich pod domami. Cywiński został ciężko pobity w mieszkaniu, na oczach żony i nastoletniej córki. Ponieważ dwaj pozostali dziennikarze nie znajdowali się w mieszkaniu, oficerowie udali się do redakcji Dziennika, która została w tym czasie zdemolowana, pobito też znajdujących się tam Zwierzyńskiego i Fedorowicza, pracownicę redakcji Zofię Kownacką, dozorczynię oraz studenta, który przebywał w redakcji jako petent, a także ponownie Cywińskiego, który zjawił się w redakcji z zamiarem złożenia do druku artykułu o pobiciu. Sprawą natychmiast zajęła się policja, osadzając w areszcie Cywińskiego, Zwierzyńskiego i Fedorowicza (ze względu na stan zdrowia w szpitalu więziennym). Ten ostatni został po dwóch dniach zwolniony. 9 kwietnia 1938 r. Cywiński został razem z red. Zwierzchowskim odpowiadającym z wolnej stopy, postawiony przed warszawskim (według innych źródeł – wileńskim) sądem okręgowym pod zarzutem znieważenia narodu polskiego. Sąd skazał Cywińskiego na najwyższą możliwą karę – 3 lata więzienia. Karę później skrócił o połowę Sąd Najwyższy, a w sumie dr Cywiński spędził w więzieniu 5 miesięcy. Jednocześnie wojskowi winni skatowania Cywińskiego i pozostałych osób nigdy nie ponieśli odpowiedzialności, pod naciskiem władz sędzia prowadzący proces uznał pobicie za sprawę dla innej jurysdykcji, a generalny inspektor sił zbrojnych Edward Śmigły-Rydz oficjalnie zabronił prowadzenia postępowania w takiej sprawie.
W związku z tą sprawą w trakcie procesu Sejm pośpiesznie uchwalił czterozdaniową ustawę karną o ochronie imienia J. Piłsudskiego z sankcją do 5 lat więzienia. Rząd przedłożył Sejmowi projekt 15 marca, 17 marca jednogłośnie przyjęła go senacka komisja prawnicza, a 23 marca Senat. 7 kwietnia ustawę podpisał prezydent Ignacy Mościcki, a opublikowano ją w „Dzienniku Ustaw” 13 kwietnia 1938 roku. Pomimo nacisków, Dąb-Biernacki nie zdołał doprowadzić do sądzenia Cywińskiego na podstawie ustawy, która weszła w życie dopiero po rozpoczęciu procesu.
Po najeździe sowieckim na Polskę i po rozpoczęciu okupacji Wilna przez Armię Czerwoną, aresztowany w październiku 1939 roku przez NKWD (wraz z 350 przedstawicielami polskich elit Wilna) i wywieziony do łagru w zespole Wiatłag – w rejonie Kirowa, gdzie zmarł.